# 픽짜
픽짜(Piczza)는 2008년 7월에 처음 서비스를 시작한 대한민국의 원클릭호스팅 서비스이다.  상대방의 메일 주소나 핸드폰 번호로 최대 6G 까지의 파일을 간편히 보낼 수 있다.  매킨토시 리눅스 윈도우를 모두 지원하며, 미투데이와 트위터에 올리기 기능을 지원하고 있다. 회사 내부적으로 서비스 유지가 힘들다는 이유로 2010년 12월 17일 13:00시부로 서비스를 종료하였다.

## 오픈픽짜
개인이 설치해서 사용할 수 있는 픽짜의 오픈소스 버전이다. 역시,  매킨토시 리눅스 윈도우를 모두 지원하며, 국내에서는 드물게 스퀵을 사용하였다.